# Râul Valea lui Stanciu
Râul Valea lui Stanciu sau Valea Stanciului este un curs de apă, afluent al râului Dâmbovița. 
1. ↑  „Google Search”. www.google.com. Accesat în 20 ianuarie 2025.